# Supersonic Aero 4U
SUPERSONIC Aero 4U ist ein deutsches E-Commerce-Unternehmen mit Sitz in Dortmund, das Bekleidung und Accessoires mit Luftfahrt-Motiven vertreibt.

## Geschichte
Das Unternehmen wurde 2022 in Dortmund, Nordrhein-Westfalen, gegründet. Es ist als Online-Unternehmen registriert und betreibt keine physischen Verkaufsstellen.

## Geschäftstätigkeit

### Geschäftsmodell
Das Unternehmen arbeitet nach dem Print-on-Demand-Verfahren. Die Produktion erfolgt über externe Druckdienstleister nach Bestelleingang. Es werden keine Lagerbestände geführt.

### Produktsortiment
Das Sortiment umfasst Textilien, Geschenkartikel und Accessoires mit Luftfahrt-bezogenen Motiven:
- Bekleidung: T-Shirts, Hoodies, Sweatshirts
- Accessoires: Handyhüllen, Laptop-Taschen, Gepäckanhänger
- Kinderartikel: T-Shirts, Hoodies

Die Designs zeigen Flugzeug-Motive, technische Darstellungen und Markenlogos aus der Luftfahrtindustrie. Das Unternehmen bietet auch Trinkflaschen und andere Accessoires für Kinder an.

### Zielgruppe
Das Unternehmen richtet sich an Personen mit Bezug zur Luftfahrt, darunter Piloten, Flugpersonal und Luftfahrt-Interessierte.

## Kooperationen
2025 wurde eine Partnerschaft mit dem Miles & More-Programm eingegangen. Kunden erhalten Bonusmeilen beim Einkauf.

## Unternehmensangaben
Das Unternehmen gibt an, nachhaltige Materialien zu verwenden und klimaneutralen Versand anzubieten. Die Hauptvertriebsregion ist Deutschland.